# Giuliano de Grenier
Giuliano de Grenier (... – 1275) fu Signore di Sidone e Beaufort dal 1239 al 1260, in seguito divenne solo titolare.

## Biografia
Era il figlio e il successore di Baliano I e Margherita (o Anais) di Brienne, figlia di Gualtieri III, Conte di Brienne (fratello maggiore di Giovanni di Brienne). 
Egli non mostrò la saggezza di suo padre nei suoi rapporti con ì Saraceni, fu descritto dai suoi contemporanei come irresponsabile e superficiale. 
Nel 1257 Giuliano vendette ai Cavalieri Teutonici la Signoria dello Shuf, vassalla della Signoria di Sidone.

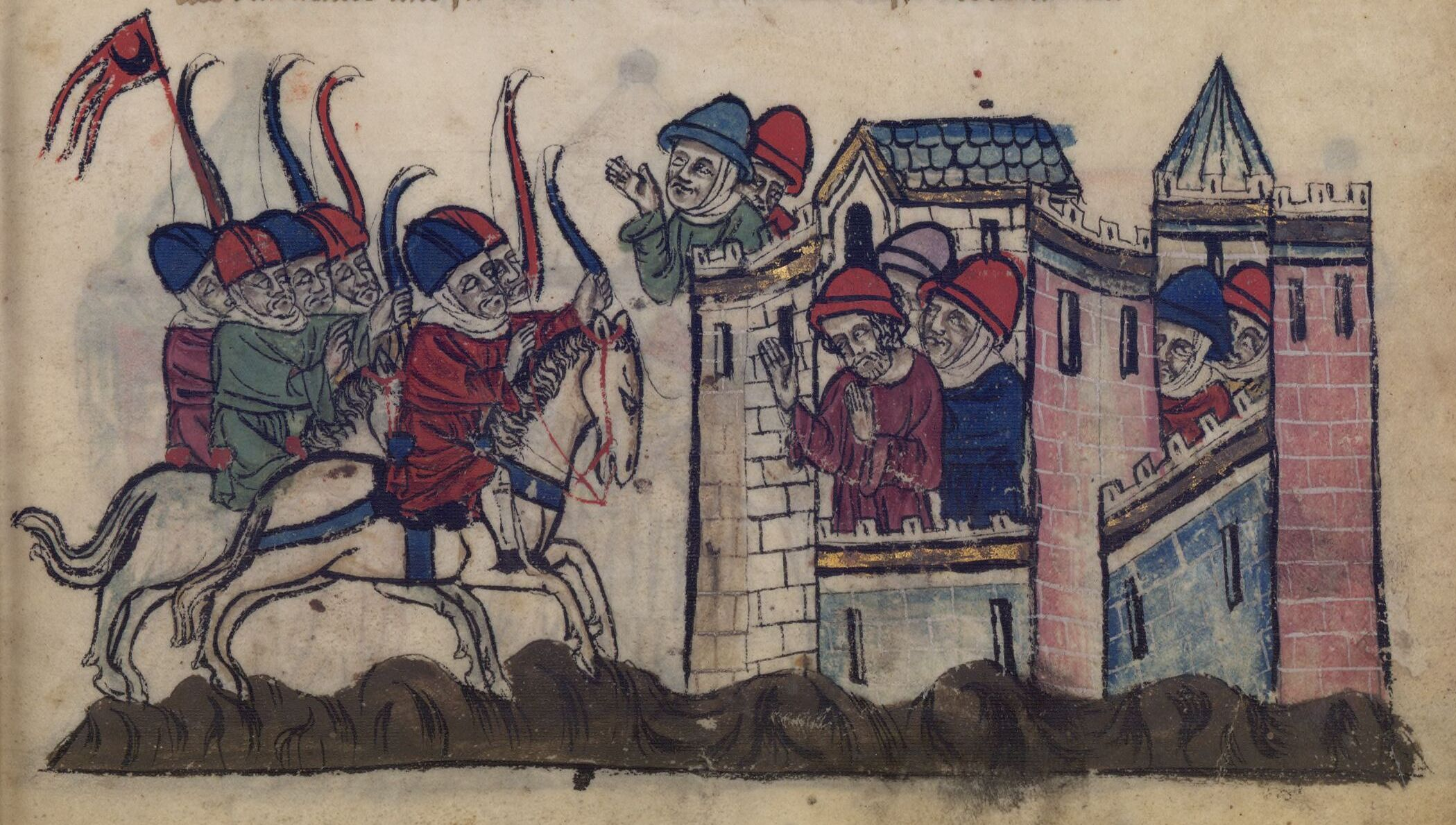
Kitbuga assedia Sidone a seguito dell'uccisione di suo nipote da parte di Giuliano de Grenier.

Nel 1260, dopo che i Mongoli insieme con gli armeni ed i Crociati di Antiochia avevano conquistato Damasco, Giuliano pensò di attaccare e di saccheggiare l'area della Beqāʿ, un territorio recentemente conquistato dai Mongoli.
Il generale mongolo Kitbuga Noyan inviò il proprio nipote con una piccola forza per ottenere soddisfazione, ma Giuliano colse i Mongoli in un'imboscata e li uccise; Kitbuga allora saccheggiò la città di Sidone distruggendone le mura,
ma non espugnò il castello.
Di conseguenza quello stesso anno Giuliano vendette la signoria ai Cavalieri Templari ed entrò nell'ordine del Tempio egli stesso, per esserne espulso per ragioni sconosciute.

Non si sa quello che avvenne in seguito di lui, ma è scritto:
(Louis Mayeul Chaudon, Dictionnaire universel, historique, critique, et bibliographique)

### Matrimonio e discendenza
Nel 1252 o 1255 sposò Eufemia, figlia di Aitone I d'Armenia, che gli diede tre figli:
- Baliano II de Grenier, ucciso nei pressi di Botron nel 1277;
- Giovanni de Grenier, morto nella Cilicia armena nel 1289;
- Margherita, moglie di Guido II Embriaco († 1282), Signore di Gibelletto.

Dal 1256 al 1261 ebbe una relazione con Plaisance d'Antiochia, vedova di Enrico I di Cipro, facendo infuriare il Papa. Si separò da Eufemia nel 1263.